# Bemberg (Hemer)
Der Bemberg ist eine Erhebung im Nordwesten Hemers. Er liegt im Südwesten des Mendener Hügellandes in der Nähe der Siedlung Hemerhardt. Der Name entstand aus dem Begriff been oder benne (Wiese) und deutet auf die frühere Vegetation des Gebiets hin. Heute ist ein Großteil des Bembergs bewaldet.

## Grabhügel
Auf dem Bemberg befinden sich die Überreste der einzigen beiden Hünengräber, die bislang im Sauerland entdeckt wurden. Entstanden sind sie vermutlich in der Hügelgräberbronzezeit zwischen 1550 und 1250 v. Chr. Ein Waldbesitzer hatte 1912 die Reste eines menschlichen Skeletts gefunden und damit Ausgrabungen angestoßen, die ein Jahr später abgeschlossen wurden. Ein Grab weist eine Höhe von 1,3 Metern und einen Durchmesser von neun Metern auf. Das zweite Grab hatte etwa dieselbe Größe, war aber wesentlich prachtvoller geschmückt. An beiden Armen der Leiche ließ sich Bronzeschmuck finden, der inzwischen verschollen ist.

## Weitere Nutzung
Die Landesanstalt für Ökologie, Bodenordnung und Forsten NRW stuft das Waldgebiet auf dem Bemberg als einen der zwölf Erholungsräume in Hemer ein. Das Gebiet ist über einige Wanderwege erschlossen.
Die geplante Trasse für den Weiterbau der Bundesautobahn 46 zwischen Hemer und Neheim führt über den Bemberg. Aus Natur- und Lärmschutzgründen ist für dieses Gebiet in den Planungen ein 300 Meter langer Tunnel vorgesehen.